# Saurier
Die Bezeichnung Saurier (altgriechisch σαῦρος sauros, deutsch ‚Eidechse‘, ‚Salamander‘) steht allgemein für die größeren fossilen Amphibien (z. B. Stegocephalia) und Reptilien der Erdgeschichte, im engeren Sinne für die teils riesigen Reptilien des Mesozoikums, insbesondere Dinosaurier, Ichthyosaurier, Sauropterygia und Flugsaurier.